# Dance with Me (Blink-182)
Dance with Me è un singolo del gruppo musicale statunitense Blink-182, pubblicato il 5 ottobre 2023.

## Descrizione
La canzone è un omaggio ai Ramones.
Il brano ha debuttato dal vivo il giorno seguente alla sua pubblicazione, il 6 ottobre 2023, all'Unipol Arena di Casalecchio di Reno.

## Tracce
Download digitale
Testi e musiche di Mark Hoppus, Tom DeLonge, Travis Barker, Aaron Rubin.
1. Dance with Me – 3:08

## Crediti
Gruppo
- Mark Hoppus – voce, basso; songwriting
- Travis Barker – batteria; produzione e songwriting
- Tom DeLonge – voce, chitarra; songwriting

Produzione
- Aaron Rubin – songwriting, co-produzione, ingegneria della registrazione
- Nick Morzov – ingegneria della registrazione
- Eric Emery – ingegneria della registrazione
- John Warren – ingegneria della registrazione
- Kevin Gruft – ingegneria della registrazione
- Kevin Bivona – ingegneria della registrazione
- Adam Hawkins – ingegneria del missaggio
- Henry Lunetta – assistente all'ingegneria del suono
- Randy Merrill – mastering